# Philip Messina
Pour les articles homonymes, voir Messina.
Philip Joseph Messina, né le 19 février 1965 à Lawrence, est un chef décorateur américain.
Il est notamment connu pour son travail auprès du réalisateur Steven Soderbergh ainsi que sur les films Hunger Games (2012), Hunger Games : L'embrasement (2013), Ocean's Eleven (2001), Traffic  (2000), Solaris (2002), 8 Mile  (2002) ou encore Erin Brockovich, seule contre tous (2000).

## Filmographie
Sauf indication contraire, les informations mentionnées dans cette section peuvent être confirmées par la base de données cinématographiques IMDb,  présente dans la section « Liens externes ».

### Chef décorateur
- 1995 : Gordy de Mark Lewis
- 1999 : Freaks and Geeks (série TV) - épisode pilote
- 2000 : Erin Brockovich, seule contre tous (Erin Brockovich) de Steven Soderbergh
- 2000 : Traffic de Steven Soderbergh
- 2001 : Ocean's Eleven de Steven Soderbergh
- 2002 : 8 Mile de Curtis Hanson
- 2002 : Solaris de Steven Soderbergh
- 2004 : Eros - segment Équilibre de Steven Soderbergh
- 2004 : Criminal de Gregory Jacobs
- 2004 : Ocean's Twelve de Steven Soderbergh
- 2006 : The Good German de Steven Soderbergh
- 2007 : Ocean's Thirteen  de Steven Soderbergh
- 2008 : Che, 1re partie : L'Argentin (Che: Part One) de Steven Soderbergh (équipe new-orkaise uniquement)
- 2008 : Che, 2e partie : Guerilla (Che: Part Two) de Steven Soderbergh
- 2010 : Le Dernier Maître de l'air (The Last Airbender) de M. Night Shyamalan
- 2011 : Machine Gun (Machine Gun Preacher) de Marc Forster
- 2012 : Hunger Games (The Hunger Games) de Gary Ross
- 2013 : Hunger Games : L'Embrasement (The Hunger Games: Catching Fire) de Francis Lawrence
- 2014 : Hunger Games : La Révolte, partie 1 (The Hunger Games: Mockingjay - Part 1) de Francis Lawrence
- 2015 : Hunger Games : La Révolte, partie 2 (The Hunger Games: Mockingjay - Part 2) de Francis Lawrence
- 2016 : Free State of Jones de Gary Ross
- 2017 : Mother! de Darren Aronofsky
- 2018 : Supplies de Justin Timberlake (clip)
- 2018 : Air Moves You d'Alejandro González Iñárritu (publicité pour Nike)
- 2020 : Tales from the Loop (série TV) - 1 épisode
- 2022 : Stillwater de Tom McCarthy
- 2022 : KIMI de Steven Soderbergh
- 2025 : The Insider (Black Bag) de Steven Soderbergh